# Ribeiro Arquinho
O ribeiro Arquinho é um ribeiro de Portugal, pertencente à bacia hidrográfica do rio Leça.
Pertence à região hidrográfica do Cávado, Ave e Leça.
Tem um comprimento aproximado de 9,5 km e uma área de bacia de aproximadamente 33,3 km².